# Bull L'attaché
Bull L'attaché (L'attaché) је био преносиви рачунар фирме Bull који је почео да се производи у Француској током 1977?. године.
Користио је Intel 8086 микропроцесорску јединицу а RAM меморија рачунара је имала капацитет од 640 KB. 
Као оперативни систем кориштен је MS-DOS 3.1 (Bull верзија).

## Детаљни подаци
Детаљнији подаци о рачунару L'attaché су дати у табели испод.
|                       |                                                                      |
| [ 2 ]                 |                                                                      |
| Произвођач            |                                                                      |
| Тип                   | преносиви рачунар                                                    |
| Меморија              | 640 KB                                                               |
| Поријекло             | Француска                                                            |
| Година                | 1977?                                                                |
| Тастатура             | Пуни помак 84 тастера са функцијским тастерима и нумеричка тастатура |
| Процесор              |                                                                      |
| Фреквенција процесора | 4,77 и 9,54                                                          |
| RAM                   | 640 KB                                                               |
| ROM                   | BIOS ROM                                                             |
| Текст                 | показивач са текућим кристалом. 40/80 знакова x 25 линија            |
| Графика               | 320/640 x 200 пиксела                                                |
| Боја                  | 16 сивих нијанси                                                     |
| Звук                  | уграђени мали звучник                                                |
| Димензије             | 33 (ширина) x 33 (дубина) x 8,5 (висина)                             |
| Портови               |                                                                      |
| Оперативни систем     | верзија)                                                             |